# Ida Gerhardi

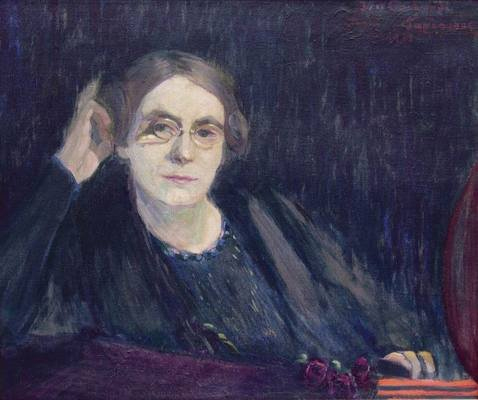
Autoretrato III, 1905, Museos Municipales de Lüdenscheid

Ida Gerhardi (Hagen, 2 de agosto de 1862-Lüdenscheid, 29 de junio de 1927) fue una pintora del modernismo clásico. De 1891 a 1913 pasó la mayor parte de su tiempo en París. Muchas de sus obras fueron creadas durante esta época.Además de pintar, también prestó destacados servicios al intercambio cultural franco-alemán.

## Vida

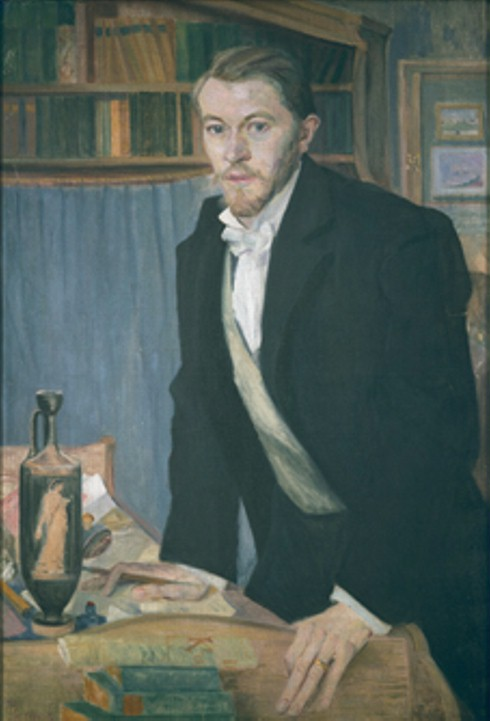
Retrato de Karl Ernst Osthaus, 1903; Museo Karl Ernst Osthaus Hagen

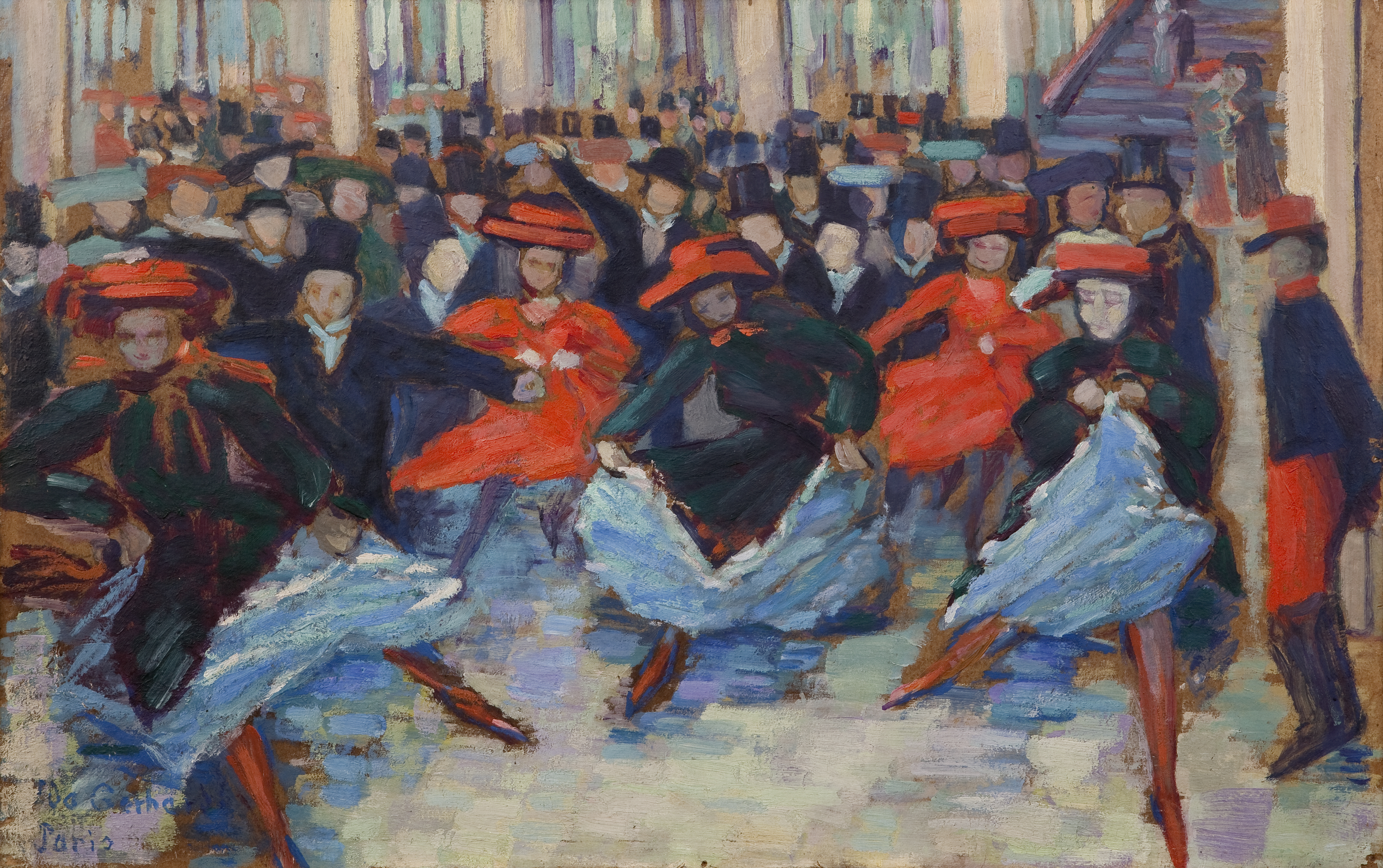
Imagen de baile VIII (bailarines de Can-Can con Bullier), 1904; Galería municipal Lüdenscheid

Ida Gerhardi nació en Hagen como hija del médico August Gerhardi (1831-1869) y Mathilde (1840-1917), de soltera Dieckmann. Tras la temprana muerte de su padre en 1869, la familia se mudó a vivir con parientes en Detmold, asistiendo Gerhardi a la escuela secundaria para niñas. Con 28 años, pudo realizar su deseo de estudiar pintura. En 1890 estudió en la Academia de Señoritas de la Asociación de Mujeres Artistas de Múnich, principalmente con la pintora paisajista Tina Blau .
En 1891 se fue a París, donde estudió en los años siguientes en la Academia Colarossi, una escuela privada especialmente popular entre las mujeres jóvenes y los estudiantes extranjeros, ya que la academia estatal era de difícil acceso para ellos. Era muy amiga de la pintora Jelka Rosen y de su posterior marido, el compositor Frederick Delius, por cuyas actuaciones musicales hizo campaña en Alemania (p. ej. el estreno en Alemania en Elberfeld en 1897). Desde 1900 estuvo en contacto con el escultor Auguste Rodin y poco después se incorporó al círculo de artistas del Café du Dôme de Montparnasse . Se cuenta entre las llamadas mujeres pintoras de París. En París y Alemania cultivó amistades con artistas como Käthe Kollwitz, Ottilie Roederstein, Maria Slavona, Friedrich Ahlers-Hestermann, Franz Nölken, así como con los coleccionistas de arte e historiadores del arte Wilhelm Uhde, Otto Ackermann y Walter Kaesbach .
Gerhardi participó en la mediación de obras de arte, su venta y la organización de exposiciones. Presentó al fundador del museo Hagen, Karl-Ernst Osthaus, a Rodin y Aristide Maillol y negoció compras para su museo en Hagen, el actual Museo Osthaus Hagen. En 1907 organizó una exposición de arte francés en Berlín (Salón de arte Schulte) y en 1910 una exposición de arte alemán en París (Galería de la asociación de exposiciones Les Tendances Nouvelles  en los Campos Elíseos). Viajó a Leipzig, Berlín, Weimar y Hagen para realizar mediaciones artísticas y retratos.
Ida Gerhardi fue miembro de la Asociación Alemana de Artistas. Estuvo representada con sus obras en exposiciones en París en el Salon de l'Union internationale des Beaux-arts (1910), en el Salon des Indépendants y en Alemania en la Secesión de Berlín y la Secesión de Múnich . Por motivos de salud, tuvo que abandonar su estudio de París en 1913 y desde entonces vivió en la casa familiar en Lüdenscheid.
Después de su muerte en 1927, fue enterrada en la tumba familiar en Detmold. El ayuntamiento de Detmold declaró que su tumba en el antiguo cementerio era una tumba de honor en 2013. Dejó cartas que Annegret Rittmann publicó por primera vez en 1993.

## Obras

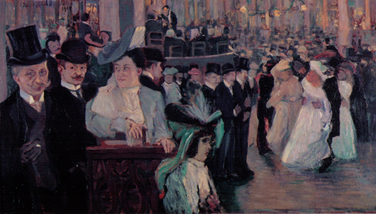
Imagen de baile XI (Bal Bullier), 1903, Museo Estatal de Arte e Historia Cultural LWL, Münster

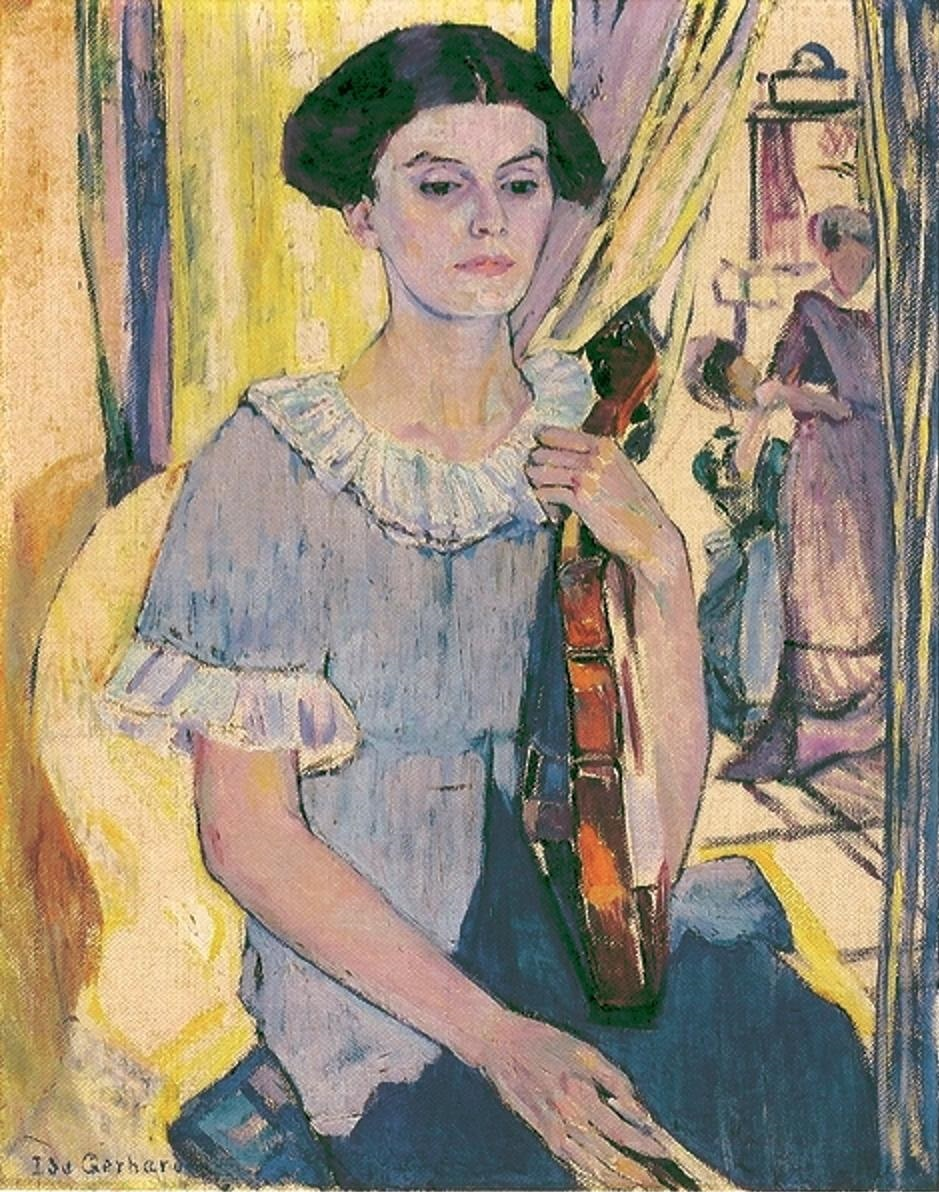
La violinista, 1911

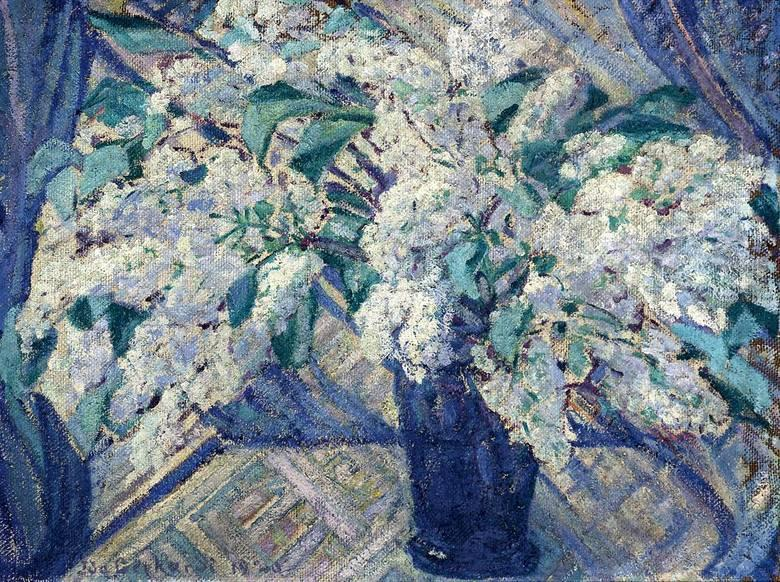
Bodegón con flores, 1920

Inicialmente, Ida Gerhardi se concentró en la pintura de paisajes, que estaba próxima a la interpretación de la naturaleza de la Escuela de Barbizon, pero que ya era impresionista al capturar la luz y la atmósfera. Luego se especializó cada vez más como retratista. Al principio, tradicionalmente pintaba en colores oscuros y apagados, pero ya hacia 1896 la paleta de colores se iluminó, el colorido se volvió más claro y luminoso.
Destacan los retratos de amigos artistas como los músicos Arthur Nikisch (1899), Frederick Delius (1912) y Ferruccio Busoni (1902, perdido) o el pintor Christian Rohlfs (1906), así como el fundador del museo Karl-Ernst Osthaus (1903). Con autorretratos de todo el período creativo, documentó su propia condición y posición social como mujer en el arte . Son significativas sus fotografías de locales de ocio parisinos como el Bal Bullier, que visitó entre 1903 y 1905, en parte con Käthe Kollwitz. Allí realizó numerosos bocetos que sirvieron de base para sus obras. Predominan las escenas de baile en salones muy iluminados pero también reproducciones de los sombríos bares llamados "apaches". Hacía poco que se permitía a las mujeres caminar sin compañía por una gran ciudad; apenas se les permitía visitar lugares como los bares que ella pintaba. Gerhardi es, por tanto, una pionera en la historia del arte: ninguna mujer antes de ella pintó este tema.
En Biarritz, Ida Gerhardi pintó varios cuadros marinos en 1905. Además de los retratos, también pintó paisajes urbanos, cuadros de género y bodegones, especialmente en el período tardío. A partir de 1900, aproximadamente, se acercó a impresionistas  tardíos y fauvistas franceses en el cuanto a colorido y estilo pictórico. Bajo la influencia del expresionismo renano, sus colores se volvieron más pasteles hacia 1911 y sus formas más perfiladas. A pesar de su tendencia a la abstracción, siempre se mantuvo comprometida con el tema y la caracterización de las personas siguió siendo una preocupación constante.
Su obra incluye pinturas y dibujos, p. ej.:
- Imagen de baile VIII, alrededor de 1904: Museo municipal de Lüdenscheid
- Madame Riau (Chanteuse), 1903; Bal Bullier, 1903; Imagen de baile XII, 1905; aprox.30 dibujos; todos: Museo Estatal de Westfalia, Münster
- Príncipe siamés, 1908: Museo Kunstpalast Düsseldorf
- La violinista (Elly Bößneck), 1911; Christian Rohlfs, 1906; ambos: Museo Folkwang, Essen
- Berta Stoop, 1911; Autorretrato 1920, ambos: Karl-Ernst Osthaus-Museum Hagen

## Exposiciones y catálogos
- 2004: Femme flaneur, catálogo de la exposición, Bonn, August Macke-Haus
- 2008: Lugares de la nostalgia, catálogo de la exposición, Münster, Museo Estatal de Arte e Historia Cultural
- 2012: Delirio de baile y riqueza de color. Ida Gerhardi en París, Museo Estatal de Arte e Historia Cultural Oldenburg, Prinzenpalais (con catálogo)[11]
- 2012 Ida Gerhardi - Artistas alemanas en París hacia el 1900, Galería Municipal de Lüdenscheid . Susanne Conzen (ed. ): Catálogo de la exposición. Hirmer, 2012, ISBN 978-3-7774-4791-9
- 2013: Exposición de una selección de "imágenes de baile" en la Galería Municipal de Schwalenberg[12]
- 2016: Las pintoras de París, Iglesia jesuita de Aschaffenburg
- 2016: Exposición colectiva Empatía y Abstracción. La modernidad de las mujeres en Alemania, Kunsthalle Bielefeld .[13]

## Teatro
En 2013 se presentó el musical Ida sobre la vida de Ida Gerhardi con el apoyo del Ministerio de Familia, Infancia, Juventud, Cultura y Deporte del Estado de Renania del Norte-Westfalia bajo la dirección de Melanie Blank y con la participación artística de Maria Kübeck y Jörn Kitzhöfer, entre otros, en varias ciudades de Renania del Norte-Westfalia (entre otros Theaterlabor Bielefeld ).

## Honores
El Premio de Promoción Ida Gerhardi lleva su nombre y es otorgado por la Caja de Ahorros de Lüdenscheid cada dos años desde 1989. El premio está relacionado con una exposición en la Galería Municipal de Lüdenscheid. El premio se concede a artistas jóvenes que han finalizado sus estudios. El premio está dotado con 5.000 euros a los que se suman otros 3.000 euros en concepto de gastos de  producción de una edición realizada en colaboración con la Galería Municipal de Lüdenscheid.
Los ganadores anteriores del premio fueron:
- 2019: David Semper
- 2016: Ail Hwang
- 2013: Gesine Grundmann
- 2011: Marcel Hiller
- 2009: Tina Tonagel
- 2007: Adriane Wachholz
- 2005: Kati Faber
- 2003: Neringa Naujokaite
- 2001: Erich Reusch
- 1999: Tobias Gereon Gerstner
- 1997: Amalia Theodorakopoulos
- 1995: Victor Bonato
- 1993: Johannes Sandberger
- 1991: Jochem Ahmann
- 1989: Claudia Terstappen